# Circonvenzione di persone incapaci
(Art. 643 c.p. Circonvenzione di persone incapaci)
La circonvenzione di persone incapaci, detta anche circonvenzione di incapace, è un delitto previsto e punito dall'art. 643 del codice penale italiano.
Consiste nell'abusare dei bisogni, passioni o dell'inesperienza di persona che non abbia compiuto i diciotto anni o in stato d'infermità o deficienza psichica, al fine di procurare a sé o ad altri un profitto. Completa la fattispecie la circostanza per cui la condotta dell'incapace deve consistere in un atto dannoso per sé o per altri. È inoltre fondamentale l'assoluta certezza della sussistenza dell'incapacità nel soggetto passivo, infatti il giudizio di colpevolezza può fondarsi solo su queste basi, in cui è possibile escludere la capacità del circonvenuto di avere cura dei propri interessi.
L'autore del reato è quindi chiunque, perciò anche una persona con meno di diciotto anni o un soggetto con psicopatologia, purché capace di intendere e di volere in riferimento allo specifico comportamento.
La procedibilità è d'ufficio, salvo il caso ex art. 649, comma 2 c.p. e la competenza appartiene al tribunale monocratico; il reato è punito con la reclusione da due a sei anni e con una multa da 206 a 2 065 euro.